# Перелік ракетних ударів під час російського вторгнення (літо 2022)
Перелік ракетних ударів які завдають обидві сторони війни під час російського вторгнення в Україну, інформація про які була опублікована у відкритих джерелах.
Без ударів некерованими ракетами авіації, артилерії, РСЗВ та комплексів С-300.

## Засоби ураження
| назва      | назва         | носій          | тип                                                 | створено | дальність | бойова частина          | КІВ       |
| ---------- | ------------- | -------------- | --------------------------------------------------- | -------- | --------- | ----------------------- | --------- |
| Shahed 136 | —             | —              | дрон-камікадзе                                      | 2020     | 2500 км   | 46,5 кг (51 кг серія К) | 5-15 м    |
| Х-31       | —             | авіація        | авіаційна ракета класу «повітря-поверхня»           | 1988     | 110 км    | 87 кг                   | 10-15 м   |
| 5В55       | —             | С-300          | зенітна ракета                                      | 1970     | 75 км     | 130 кг                  | 50-100 м  |
| 48Н6       | —             | С-300, С-400   | зенітна ракета                                      | 1990     | 150 км    | 145 кг                  | 30-50 м   |
| Х-35       | «Звєзда»      | авіація        | крилата протикорабельна ракета                      | 1973     | 300 км    | 145 кг                  | 5-10 м    |
| Х-59       | «Овод»        | авіація        | авіаційна ракета класу «повітря-поверхня»           | 1975     | 45 км     | 148 кг                  | 10-20 м   |
| 48Н6М      | —             | С-300, С-400   | зенітна ракета                                      | 2007     | 200 км    | 150 кг                  | 10-30 м   |
| 48Н6ДМ     | —             | С-300, С-400   | зенітна ракета                                      | 2007     | 250 км    | 180 кг                  | 10-20 м   |
| Х-38       | —             | авіація        | авіаційна ракета класу «повітря-поверхня»           | 2012     | 40 км     | 250 кг                  | 5-10 м    |
| 3М55       | П-800 «Онікс» | флот           | універсальна протикорабельна ракета                 | 1987     | 600 км    | 300 кг                  | 10-20 м   |
| 3M22       | «Циркон»      | флот           | протикорабельна крилата ракета                      | 2021     | 1000 км   | 300 кг                  | 5-10 м    |
| Х-69       | —             | авіація        | крилата ракета класу «повітря-поверхня»             | 2022     | 290 км    | 310 кг                  | 10-20 м   |
| Х-29       | —             | авіація        | авіаційна ракета класу «повітря-земля»              | 1980     | 30 км     | 317 кг                  | 5-20 м    |
| Х-101      | —             | Ту-95, Ту-160  | стратегічна крилата ракета класу «повітря-поверхня» | 1999     | 5500 км   | 400 кг                  | 10-20 м   |
| 3М14       | «Калібр»      | флот           | крилата ракета                                      | 2012     | 2600 км   | 450 кг                  | 10-20 м   |
| 9М723      | «Іскандер»    | «Іскандер-М»   | балістична ракета класу «поверхня-поверхня»         | 2011     | 400 км    | 480 кг                  | 5-10 м    |
| 9М728      | «Іскандер»    | «Іскандер-К»   | крилата ракета класу «поверхня-поверхня»            | 2008     | 500 км    | 480 кг                  | 5-7 м     |
| 9М729      | «Іскандер»    | «Іскандер-К»   | крилата ракета класу «поверхня-поверхня»            | 2018     | 1500 км   | 480 кг                  | 5-7 м     |
| 9М79       | «Точка»       | 9К79 «Точка»   | ракета тактичного ракетного комплексу               | 1973     | 70 км     | 482 кг                  | 100-150 м |
| 9М79-1     | «Точка-У»     | 9К79 «Точка-У» | ракета тактичного ракетного комплексу               | 1989     | 120 км    | 482 кг                  | 30-50 м   |
| KN-23      | Hwasong-11Ga  | —              | тактична балістична ракета                          | 2018     | 550 км    | 500 кг                  | 5-10 м    |
| Х-47М2     | «Кинджал»     | МіГ-31К        | аеробалістична ракета                               | 2017     | 2000 км   | 500 кг                  | 10-20 м   |
| Х-22       | «Буря»        | Ту-22          | крилата протикорабельна ракета                      | 1962     | 330 км    | 950 кг                  | 500-700 м |

## Ракетні удари

### Червень
- Ракетний удар по торговельному центру в Кременчуці 27 червня 2022

Зафіксовано щонайменше 205 ракет з російського боку. 39 ракет було перехоплено силами ППО.
| Удари завдані Україною | Удари завдані Україною | Удари завдані Україною | Удари завдані Україною       | дата                      | Удари завдані Росією                   | Удари завдані Росією      | Удари завдані Росією | Удари завдані Росією | Удари завдані Росією                    |
| регіон                 | місце                  | ракети                 | влучання                     | дата                      | регіон                                 | місце                     | ракети               | ракети               | влучання, загиблі/поранені              |
| ---------------------- | ---------------------- | ---------------------- | ---------------------------- | ------------------------- | -------------------------------------- | ------------------------- | -------------------- | -------------------- | --------------------------------------- |
|                        |                        |                        |                              | 01.06.2022                | Львівська обл.                         | Стрийський р-н            | 0/1                  | —                    | залізнична інфраструктура               |
| Київська обл.          | Обухів                 | 1/1                    | —                            | 01.06.2022                | перехоплено українською ППО            |                           |                      |                      |                                         |
| 03.06.2022             | Миколаївська обл.      | Миколаївська обл.      | 3/3                          | —                         | перехоплено українською ППО            |                           |                      |                      |                                         |
| 03.06.2022             | Одеська обл.           | Одеська обл.           | 1/1                          | —                         | перехоплено українською ППО            |                           |                      |                      |                                         |
| 04.06.2022             | Донецька обл.          | Словʼянськ             | —                            | —                         | не встановлено                         |                           |                      |                      |                                         |
| 04.06.2022             | Донецька обл.          | Соледар                | —                            | —                         | не встановлено                         |                           |                      |                      |                                         |
| 04.06.2022             | Донецька обл.          | Бахмут                 | —                            | Точка-У                   | не встановлено                         |                           |                      |                      |                                         |
| 04.06.2022             | Донецька обл.          | Краматорськ            | —                            | Точка-У                   | не встановлено                         |                           |                      |                      |                                         |
| 04.06.2022             | Донецька обл.          | Костянтинівка          | —                            | Точка-У                   | не встановлено                         |                           |                      |                      |                                         |
| 04.06.2022             | Луганська обл.         | Лисичанськ             | —                            | Точка-У                   |                                        |                           |                      |                      |                                         |
| 04.06.2022             | Одеська обл.           | Одеса                  | 0/1                          | Х-59                      | с/г підприємство                       |                           |                      |                      |                                         |
| 05.06.2022             | Київська обл.          | Обухівський р-н        | 1/1                          | Х-22                      | перехоплено українською ППО            |                           |                      |                      |                                         |
| 05.06.2022             | Київська обл.          | Броварський район      | —                            | —                         | не встановлено, жертви: 0/0            |                           |                      |                      |                                         |
| 05.06.2022             | Київ                   | Київ                   | 0/4                          | Х-22                      | ДВРЗ, жертви: 0/1                      |                           |                      |                      |                                         |
| 05.06.2022             | Миколаївська обл.      | Миколаївська обл.      | 2/2                          | —                         | перехоплено українською ППО            |                           |                      |                      |                                         |
| 06.06.2022             | Полтавська обл.        | Полтавська обл.        | 1/1                          | —                         | перехоплено українською ППО            |                           |                      |                      |                                         |
| 07.06.2022             | Донецька обл.          | Курахове               | —                            | —                         | цивільна інфраструктура                |                           |                      |                      |                                         |
| 07.06.2022             | Миколаївська обл.      | Баштанка               | —                            | —                         | цивільна інфраструктура, жертви: 2/2   |                           |                      |                      |                                         |
| 07.06.2022             | Харківська обл.        | Харків                 | —                            | Іскандер                  | цивільна інфраструктура                |                           |                      |                      |                                         |
| 08.06.2022             | Харківська обл.        | Харків                 | —                            | —                         | цивільна інфраструктура                |                           |                      |                      |                                         |
| 09.06.2022             | Житомирська обл.       | Новоград-Волинський    | 0/3                          | —                         | житлові будинки                        |                           |                      |                      |                                         |
| 10.06.2022             | Дніпропетровська обл.  | Дніпро                 | 1/1                          | —                         | перехоплено українською ППО            |                           |                      |                      |                                         |
| 10.06.2022             | Дніпропетровська обл.  | Дніпровський р-н       | 0/1                          | —                         | сільськогосподарська інфраструктура    |                           |                      |                      |                                         |
| 11.06.2022             | Тернопільська обл.     | Чортків                | 0/4                          | Калібр                    | житлові будинки, жертви: 0/23          |                           |                      |                      |                                         |
| 12.06.2022             | Донецька обл.          | Миколаївка             | 0/2                          | Х-22                      | цивільна інфраструктура                |                           |                      |                      |                                         |
| 13.06.2022             | Чернігівська обл.      | Прилуки                | 0/3                          | —                         | військова інфраструктура, жертви: 0/1  |                           |                      |                      |                                         |
| 14.06.2022             | Львівська обл.         | Золочів                | 1/1                          | —                         | перехоплено українською ППО            |                           |                      |                      |                                         |
| 14.06.2022             | Івано-Франківська обл. | Калуш                  | 1/1                          | —                         | перехоплено українською ППО            |                           |                      |                      |                                         |
| 14.06.2022             | Тернопільська обл.     | Тернопільська обл.     | 2/2                          | —                         | перехоплено українською ППО            |                           |                      |                      |                                         |
| 14.06.2022             | Хмельницька обл.       | Хмельницька обл.       | 1/1                          | —                         | перехоплено українською ППО            |                           |                      |                      |                                         |
| 14.06.2022             | Одеська обл.           | Одеська обл.           | 2/2                          | П-800 «Онікс»             | перехоплено українською ППО            |                           |                      |                      |                                         |
| 14.06.2022             | Донецька обл.          | Добропілля             | 0/1                          | Х-22                      | цивільна інфраструктура, жертви: 1/0   |                           |                      |                      |                                         |
| 15.06.2022             | Дніпропетровська обл.  | Новомосковський р-н    | 0/2                          | —                         | виробнича інфраструктура               |                           |                      |                      |                                         |
| 15.06.2022             | Сумська обл.           | Глухів                 | 0/5                          | —                         | цивільна інфраструктура, жертви: 4/6   |                           |                      |                      |                                         |
| Луганська обл.         | Сумська обл.           | Хрустальний            | Точка-У                      | склад боєприпасів         | цивільна інфраструктура, жертви: 4/6   | 16.06.2022                | Суми                 | —                    | —                                       |
| Херсонська обл.        | Сумська обл.           | Нова Каховка           | Точка-У                      | військова інфраструктура  | цивільна інфраструктура, жертви: 4/6   | 16.06.2022                | Краснопілля          | 0/5                  | —                                       |
|                        |                        |                        |                              | Харківська обл.           | Харків                                 | 16.06.2022                | 0/1                  | —                    | промислова інфраструктура               |
| Чорне море             | Чорне море             | Harpoon                | буксир Спасатель Василий Бех | 17.06.2022                | Миколаївська обл.                      | Миколаїв                  | 0/2                  | —                    | цивільна інфраструктура, жертви: 2/20   |
|                        |                        |                        |                              | 17.06.2022                | Харківська обл.                        | Первомайський             | 0/1                  | —                    | промислова інфраструктура, жертви: 0/1  |
| 18.06.2022             | Ізюмський р-н          | —                      | —                            | промислова інфраструктура | Харківська обл.                        |                           |                      |                      |                                         |
| 18.06.2022             | Харків                 | 0/1                    | Іскандер                     | не встановлено            | Харківська обл.                        |                           |                      |                      |                                         |
| 18.06.2022             | Полтавська обл.        | Кременчук              | 0/8                          | —                         | Кременчуцький НПЗ та ТЕЦ               |                           |                      |                      |                                         |
| 18.06.2022             | Дніпропетровська обл.  | Новомосковський р-н    | 0/3                          | —                         | нафтобаза, жертви: 3/0                 |                           |                      |                      |                                         |
| 18.06.2022             | Дніпропетровська обл.  | Кривий Ріг             | —                            | —                         | цивільна інфраструктура, жертви: 0/2   |                           |                      |                      |                                         |
| 18.06.2022             | Одеська обл.           | Одеська обл.           | 2/2                          | П-800 «Онікс»             | перехоплено українською ППО            |                           |                      |                      |                                         |
| 19.06.2022             | Київська обл.          | Вишгородський р-н      | —                            | —                         | перехоплено українською ППО            |                           |                      |                      |                                         |
| 19.06.2022             | Донецька обл.          | Донецька обл.          | —                            | —                         | цивільна інфраструктура                |                           |                      |                      |                                         |
| 19.06.2022             | Одеська обл.           | Одеська обл.           | 2/2                          | П-800 «Онікс»             | перехоплено українською ППО            |                           |                      |                      |                                         |
| 20.06.2022             | Одеська обл.           | Одеська обл.           | 2/2                          | П-800 «Онікс»             | перехоплено українською ППО            |                           |                      |                      |                                         |
| 20.06.2022             | Чорне море             | «Петро Годованець»     | Harpoon                      | військова інфраструктура  | Одеська обл.                           | Одеса                     | 0/14                 | —                    | промислова інфраструктура               |
| 20.06.2022             | Чорне море             | «Україна»              | Harpoon                      | військова інфраструктура  | Одеська обл.                           | Білгород-Дністровський    | 0/14                 | —                    | не встановлено                          |
| 20.06.2022             |                        |                        |                              |                           | Одеська обл.                           | Ізмаїльський р-н          | 0/14                 | —                    | не встановлено                          |
| 21.06.2022             | Миколаївська обл.      | Миколаїв               | —                            | —                         | цивільна інфраструктура                |                           |                      |                      |                                         |
| 21.06.2022             | Миколаївська обл.      | Очаків                 | 0/4                          | —                         | порт і промислова інфраструктура       |                           |                      |                      |                                         |
| 22.06.2022             | Миколаївська обл.      | Миколаїв               | 0/7                          | —                         | не встановлено                         |                           |                      |                      |                                         |
| 22.06.2022             | Одеська обл.           | Одеська обл.           | 1/1                          | —                         | перехоплено українською ППО            |                           |                      |                      |                                         |
| 23.06.2022             | Одеська обл.           | Одеська обл.           | 2/2                          | —                         | перехоплено українською ППО            |                           |                      |                      |                                         |
| 23.06.2022             | Миколаївська обл.      | Миколаїв               | 0/3                          | —                         | промислова інфраструктура, жертви: 0/1 |                           |                      |                      |                                         |
| 24.06.2022             | Харківська обл.        | Харків                 | —                            | Іскандер                  | цивільна інфраструктура                |                           |                      |                      |                                         |
| 25.06.2022             | Рівненська обл.        | Сарни                  | 0/2                          | —                         | цивільна інфраструктура, СТО           |                           |                      |                      |                                         |
| 25.06.2022             | Житомирська обл.       | Житомирська обл.       | 0/24                         | —                         | військова інфраструктура               |                           |                      |                      |                                         |
| 25.06.2022             | Львівська обл.         | Яворівський р-н        | 2/6                          | —                         | військова інфраструктура               |                           |                      |                      |                                         |
| 25.06.2022             | Чернігівська обл.      | Десна                  | 0/20                         | —                         | військова інфраструктура               |                           |                      |                      |                                         |
| 25.06.2022             | Донецька обл.          | Сніжне                 | —                            | військова інфраструктура  | Хмельницька обл.                       | Камʼянець-Подільський р-н | 2/2                  | —                    | перехоплено українською ППО             |
| 25.06.2022             | Луганська обл.         | Сватове                | ракета GMLRS                 | військова інфраструктура  | Одеська обл.                           | Одеса                     | 2/2                  | П-800 «Онікс»        | перехоплено українською ППО             |
| Харківська обл.        | Ізюм                   | ракета GMLRS           | військова інфраструктура     | 26.06.2022                | Черкаська обл.                         | Черкаси                   | 0/2                  | —                    | не встановлено                          |
| Чорне море             | СПБУ «Таврида»         | Harpoon                | не встановлено               | 26.06.2022                | Київ                                   | Київ                      | 1/6                  | Х-101*               | житлові будинки                         |
| Луганська обл.         | Хороше                 | —                      | військова інфраструктура     | 27.06.2022                | Одеська обл.                           | Одеса                     | —                    | Х-22                 | цивільна інфраструктура, жертви: 0/8    |
| Луганська обл.         | Зимогірʼя              | —                      | склад боєприпасів            | 27.06.2022                | Полтавська обл.                        | Кременчук                 | 0/1                  | Х-22                 | торговий центр Амстор, жертви: 22/61    |
| Одеська обл.           | острів Зміїний         | —                      | військова техніка            | 27.06.2022                | Полтавська обл.                        | Кременчук                 | 0/1                  | Х-22                 | промислова інфраструктура, жертви: 5/25 |
| Луганська обл.         | Кадіївка               | —                      | не встановлено               | 28.06.2022                | Миколаївська обл.                      | Очаків                    | —                    | —                    | житлові будинки                         |
| Луганська обл.         | Перевальськ            | ракета GMLRS           | військова інфраструктура     | 28.06.2022                | Дніпропетровська обл.                  | Дніпро                    | 4/6                  | Калібр               | промислова інфраструктура               |
| Запорізька обл.        | Бердянськ              | —                      | порт                         | 28.06.2022                |                                        |                           |                      |                      |                                         |
| РФ, Курськ             | РФ, Курськ             | —                      | військова інфраструктура     | 29.06.2022                | Миколаївська обл.                      | Миколаїв                  | 0/8                  | Х-55                 | гаражі, житлові будинки, жертви: 8/6    |
|                        |                        |                        |                              | 29.06.2022                | Одеська обл.                           | Одеса                     | 1/1                  | Х-22                 | перехоплено українською ППО             |
| Луганська обл.         | Кадіївка               | —                      | склад боєприпасів            | 30.06.2022                | Харківська обл.                        | Харків                    | —                    | —                    | промислова інфраструктура, жертви: 1/6  |
|                        |                        |                        |                              | 30.06.2022                | Донецька обл.                          | Донецька обл.             | —                    | Х-22                 | цивільні та промислові споруди          |

*Х-101/Х-555/Х-55

### Липень
- Ракетний удар по Сергіївці 1 липня 2022
- Ракетний удар по Вінниці 14 липня 2022
- Ракетний удар по Дніпру 15 липня 2022

Зафіксовано щонайменше 188 ракет з російського боку. 31 ракета була перехоплена силами ППО, щонайменше 6 ракет передчасно впали/не здетонували.
| Удари завдані Україною | Удари завдані Україною | Удари завдані Україною      | Удари завдані Україною                    | дата                                                       | Удари завдані Росією                          | Удари завдані Росією   | Удари завдані Росією | Удари завдані Росією | Удари завдані Росією                                                      |
| регіон                 | місце                  | ракети                      | влучання                                  | дата                                                       | регіон                                        | місце                  | ракети               | ракети               | влучання, загиблі/поранені                                                |
| ---------------------- | ---------------------- | --------------------------- | ----------------------------------------- | ---------------------------------------------------------- | --------------------------------------------- | ---------------------- | -------------------- | -------------------- | ------------------------------------------------------------------------- |
| Луганська обл.         | Ровеньки               | Точка-У                     | залізнична інфраструктура                 | 01.07.2022                                                 | Одеська обл.                                  | Одеса                  | 0/1                  | Х-22                 | житлові будинки                                                           |
|                        |                        |                             |                                           | 01.07.2022                                                 | Одеська обл.                                  | Білгород-Дністровський | 0/2                  | Х-22                 | житловий будинок, база відпочинку, жертви: 22/39                          |
| Миколаївська обл.      | Первомайський р-н      | 1/1                         | —                                         | 01.07.2022                                                 | перехоплено українською ППО                   |                        |                      |                      |                                                                           |
| Миколаївська обл.      | 02.07.2022             | Миколаїв                    | 0/10                                      | П-800 «Онікс»                                              | промислова інфраструктура                     |                        |                      |                      |                                                                           |
| Дніпропетровська обл.  | 02.07.2022             | Павлоград                   | —                                         | —                                                          | не встановлено                                |                        |                      |                      |                                                                           |
| Київська обл.          | Київська обл.          | 1/1                         | —                                         | уламки збитої ракети опубліковані прес-службою 101 ОБрО ГШ |                                               |                        |                      |                      |                                                                           |
| Запорізька обл.        | Мелітополь             | ракета GMLRS                | військова інф-ра                          | 03.07.2022                                                 | Харківська обл.                               | Харків                 | —                    | Іскандер             | житлові будинки                                                           |
| РФ, Бєлгород           | РФ, Бєлгород           | Точка-У                     | перехоплено російською ППО                | 03.07.2022                                                 |                                               |                        |                      |                      |                                                                           |
| Запорізька обл.        | Мелітополь             | ракета GMLRS                | військовий аеродром                       | 04.07.2022                                                 | Харківська обл.                               | Харків                 | —                    | —                    | школа                                                                     |
| Донецька обл.          | Сніжне                 | —                           | склад боєприпасів                         | 04.07.2022                                                 |                                               |                        |                      |                      |                                                                           |
| Донецька обл.          | Чистякове              | —                           | промислова інфраструктура                 | 04.07.2022                                                 |                                               |                        |                      |                      |                                                                           |
| Луганська обл.         | Хрустальний            | —                           | склад боєприпасів                         | 04.07.2022                                                 |                                               |                        |                      |                      |                                                                           |
| Луганська обл.         | Кадіївка               | —                           | склад боєприпасів                         | 05.07.2022                                                 | Дніпропетровська обл.                         | Дніпропетровська обл.  | 6/6                  | —                    | перехоплено українською ППО                                               |
|                        |                        |                             |                                           | 05.07.2022                                                 | Дніпропетровська обл.                         | Покров                 | 0/1                  | Калібр               | житлові будинки                                                           |
| Хмельницька обл.       | Хмельницький р-н       | 0/3                         | —                                         | 05.07.2022                                                 | цивільна інфраструктура                       |                        |                      |                      |                                                                           |
| Одеська обл.           | Одеса                  | 3/3                         | Х-59                                      | 05.07.2022                                                 | перехоплено українською ППО                   |                        |                      |                      |                                                                           |
| Хмельницька обл.       | Шепетівський р-н       | 1/1                         | —                                         | 05.07.2022                                                 | перехоплено українською ППО                   |                        |                      |                      |                                                                           |
| Миколаївська обл.      | Миколаїв               | —                           | —                                         | 05.07.2022                                                 | цивільна інфраструктура                       |                        |                      |                      |                                                                           |
| Миколаївська обл.      | Баштанка               | 3/6                         | —                                         | 05.07.2022                                                 | цивільна інфраструктура                       |                        |                      |                      |                                                                           |
| Харківська обл.        | Харків                 | —                           | —                                         | 05.07.2022                                                 | пустир                                        |                        |                      |                      |                                                                           |
| Харківська обл.        | Харків                 | 0/2                         | —                                         | 05.07.2022                                                 | вищий навчальний заклад                       |                        |                      |                      |                                                                           |
| Харківська обл.        | Херсонська обл.        | Скадовськ                   | —                                         | не встановлено                                             | 06.07.2022                                    | Харків                 | 0/1                  | —                    | вищий навчальний заклад                                                   |
| Харківська обл.        | Донецька обл.          | Макіївка                    | —                                         | склад боєприпасів                                          | 06.07.2022                                    | Харків                 | 0/1                  | —                    | адміністративні будівлі                                                   |
|                        |                        |                             |                                           | Одеська обл.                                               | 06.07.2022                                    | Одеса                  | 1/1                  | Х-31                 | перехоплено українською ППО                                               |
| Донецька обл.          | Торецьк                | 0/1                         | —                                         | житлові будинки                                            | 06.07.2022                                    |                        |                      |                      |                                                                           |
| Донецька обл.          | Кодема                 | —                           | —                                         | промислова інфраструктура                                  | 06.07.2022                                    |                        |                      |                      |                                                                           |
| Донецька обл.          | 07.07.2022             | Краматорськ                 | 0/1                                       | Іскандер                                                   | житлові будинки                               |                        |                      |                      |                                                                           |
| Бєлгородська обл.      | 07.07.2022             | Бєлгород                    | 0/2                                       | —                                                          | ракети впали невдовзі після запуску           |                        |                      |                      |                                                                           |
| Одеська обл.           | Одеська обл.           | —                           | —                                         | сільськогосподарська інфраструктура                        |                                               |                        |                      |                      |                                                                           |
| Чорне море             | Чорне море             | 1/2                         | Х-31                                      | танкер Millennial Spirit, 2-га вибухнула над морем         |                                               |                        |                      |                      |                                                                           |
| Херсонська обл.        | 07.07.2022             | Херсон                      | 4/4                                       | —                                                          | ракети впали невдовзі після запуску           |                        |                      |                      |                                                                           |
| Донецька обл.          | 07.07.2022             | Дебальцеве                  | —                                         | склад боєприпасів                                          | Миколаївська обл.                             | Очаків                 | —                    | —                    | не встановлено                                                            |
| Донецька обл.          | Шахтарськ              | —                           | склад боєприпасів                         | 08.07.2022                                                 |                                               |                        |                      |                      |                                                                           |
| Херсонська обл.        | Нова Каховка           | —                           | військова інфраструктура                  | 08.07.2022                                                 |                                               |                        |                      |                      |                                                                           |
| Луганська обл.         | Кадіївка               | —                           | склад боєприпасів                         | 09.07.2022                                                 | Харківська обл.                               | Харків                 | 0/1                  | Іскандер             | житлові будинки                                                           |
| Донецька обл.          | Харцизьк               | —                           | склад боєприпасів                         | 09.07.2022                                                 |                                               |                        |                      |                      |                                                                           |
| Херсонська обл.        | Чорнобаївка            | —                           | склад боєприпасів                         | 09.07.2022                                                 |                                               |                        |                      |                      |                                                                           |
| Херсонська обл.        | Херсонська обл.        | ракета GMLRS                | командний пункт                           | 09.07.2022                                                 |                                               |                        |                      |                      |                                                                           |
| Херсонська обл.        | Херсон                 | —                           | військові частини                         | 10.07.2022                                                 | Дніпропетровська обл.                         | Кривий Ріг             | 0/3                  | Калібр               | промислова інфраструктура                                                 |
| Херсонська обл.        | Нова Каховка           | ракета GMLRS                | військова інфраструктура                  | 10.07.2022                                                 | Харківська обл.                               | Харків                 | 0/1                  | Іскандер             | заклад освіти                                                             |
| Луганська обл.         | Алчевськ               | —                           | склад боєприпасів                         | 10.07.2022                                                 | Харківська обл.                               | Харків                 | 0/1                  | —                    | дитячий санаторій                                                         |
| Донецька обл.          | Шахтарськ              | —                           | склад боєприпасів                         | 10.07.2022                                                 | Харківська обл.                               | Харків                 | 0/1                  | —                    | житловий будинок                                                          |
| Херсонська обл.        | Чорнобаївка            | —                           | не встановлено                            | 11.07.2022                                                 | Миколаївська обл.                             | Миколаїв               | 0/6                  | —                    | не встановлено                                                            |
| Херсонська обл.        | Таврійськ              | —                           | не встановлено                            | 11.07.2022                                                 | Одеська обл.                                  | Одеська обл.           | 0/4                  | —                    | не встановлено                                                            |
| Запорізька обл.        | Токмак                 | —                           | військова інфраструктура                  | 11.07.2022                                                 | Харківська обл.                               | Харків                 | 0/1                  | —                    | житловий будинок                                                          |
|                        |                        |                             |                                           | 11.07.2022                                                 | Харківська обл.                               | Харків                 | 0/2                  | —                    | не встановлено                                                            |
| Харків                 | 0/1                    | —                           | житловий будинок                          | 11.07.2022                                                 | Харківська обл.                               |                        |                      |                      |                                                                           |
| Херсонська обл.        | Нова Каховка           | ракета GMLRS                | склад боєприпасів                         | 12.07.2022                                                 | Харківська обл.                               | Харків                 | 0/2                  | —                    | пустир                                                                    |
| Луганська обл.         | Кадіївка               | —                           | військова інфраструктура                  | 12.07.2022                                                 | Донецька обл.                                 | Торецьк                | 0/3                  | —                    | цивільна інфраструктура                                                   |
| Запорізька обл.        | Мирне                  | —                           | військова інфраструктура                  | 12.07.2022                                                 |                                               |                        |                      |                      |                                                                           |
| Луганська обл.         | Луганськ               | —                           | база ППО, склад боєприпасів               | 13.07.2022                                                 | Одеська обл.                                  | Одеська обл.           | 0/1                  | Калібр               | сільськогосподарська інфраструктура                                       |
| Херсонська обл.        | Нова Каховка           | —                           | військова інфраструктура                  | 13.07.2022                                                 |                                               |                        |                      |                      |                                                                           |
| Херсонська обл.        | Нова Маячка            | —                           | військова інфраструктура                  | 14.07.2022                                                 | Вінницька обл.                                | Вінниця                | 4/7                  | Калібр               | офісне приміщення                                                         |
| Луганська обл.         | Кадіївка               | —                           | склад боєприпасів                         | 15.07.2022                                                 | Миколаївська обл.                             | Миколаїв               | 0/10                 | —                    | заклад вищої освіти                                                       |
|                        |                        |                             |                                           | 15.07.2022                                                 | Миколаївська обл.                             | Миколаїв               | 0/10                 | —                    | заклад вищої освіти                                                       |
| Дніпропетровська обл.  | Дніпро                 | 4/8                         | Х-101*                                    | 15.07.2022                                                 | Південмаш, цивільна інфраструктура            |                        |                      |                      |                                                                           |
| 16.07.2022             | Одеська обл.           | Одеса                       | Х-101*                                    | 0/1                                                        | промислова інфраструктура                     |                        |                      |                      |                                                                           |
| 16.07.2022             | Черкаська обл.         | Чигиринська ОТГ             | —                                         | —                                                          | відомо про влучання у с/г об'єкт, жертви: 0/0 |                        |                      |                      |                                                                           |
| Луганська обл.         | Алчевськ               | —                           | склад боєприпасів                         | 17.07.2022                                                 |                                               |                        |                      |                      |                                                                           |
| Херсонська обл.        | Лазурне                | —                           | військова інфраструктура                  | 17.07.2022                                                 |                                               |                        |                      |                      |                                                                           |
| Херсонська обл.        | Райське                | —                           | склад боєприпасів                         | 18.07.2022                                                 | РФ, Курська обл.                              | РФ, Курська обл.       | —                    | —                    | промислова інфраструктура, помилково                                      |
| Луганська обл.         | Кадіївка               | —                           | склад боєприпасів                         | 18.07.2022                                                 | Одеська обл.                                  | Затока                 | —                    | —                    | 7-й удар по мосту через Дністровський лиман                               |
| Херсонська обл.        | Нова Каховка           | —                           | не встановлено                            | 18.07.2022                                                 |                                               |                        |                      |                      |                                                                           |
| Херсонська обл.        | Херсон                 | ракета GMLRS                | міст                                      | 19.07.2022                                                 | Одеська обл.                                  | Одеська обл.           | 0/6                  | Калібр               | цивільна інфраструктура                                                   |
|                        |                        |                             |                                           | 19.07.2022                                                 | Одеська обл.                                  | Одеська обл.           | 1/1                  | Калібр               | перехоплено українською ППО                                               |
| 0/2                    | —                      | військова інфраструктура    |                                           | 19.07.2022                                                 | Одеська обл.                                  | Одеська обл.           |                      |                      |                                                                           |
| 1/1                    | —                      | перехоплено українською ППО |                                           | 19.07.2022                                                 | Одеська обл.                                  | Одеська обл.           |                      |                      |                                                                           |
| Одеська обл.           | Затока                 | 0/1                         | —                                         | 19.07.2022                                                 | міст                                          |                        |                      |                      |                                                                           |
| Донецька обл.          | Краматорськ            | —                           | Р-37                                      | 19.07.2022                                                 | цивільна інфраструктура                       |                        |                      |                      |                                                                           |
| Луганська обл.         | Луганська обл.         | ракета GMLRS                | військова інфраструктура                  | 20.07.2022                                                 |                                               |                        |                      |                      |                                                                           |
| Херсонська обл.        | Нова Каховка           | —                           | не встановлено                            | 20.07.2022                                                 |                                               |                        |                      |                      |                                                                           |
| Херсонська обл.        | Урожайне               | —                           | військова інфраструктура                  | 20.07.2022                                                 |                                               |                        |                      |                      |                                                                           |
| Херсонська обл.        | Херсон                 | ракета GMLRS                | міст                                      | 20.07.2022                                                 |                                               |                        |                      |                      |                                                                           |
| Херсонська обл.        | Скадовськ              | —                           | військова інфраструктура                  | 20.07.2022                                                 |                                               |                        |                      |                      |                                                                           |
| Запорізька обл.        | Мелітополь             | —                           | склад боєприпасів                         | 20.07.2022                                                 |                                               |                        |                      |                      |                                                                           |
| Запорізька обл.        | Мелітополь             | —                           | військова інфраструктура                  | 21.07.2022                                                 | Донецька обл.                                 | Краматорськ            | —                    | —                    | промислова інфраструктура                                                 |
| Херсонська обл.        | Херсон                 | —                           | не встановлено                            | 21.07.2022                                                 | Донецька обл.                                 | Краматорськ            | —                    | —                    | школа                                                                     |
|                        |                        |                             |                                           | 21.07.2022                                                 | Донецька обл.                                 | Костянтинівка          | —                    | —                    | школа                                                                     |
| Бахмут                 | —                      | —                           | цивільна інфраструктура                   | 21.07.2022                                                 | Донецька обл.                                 |                        |                      |                      |                                                                           |
| Торецьк                | —                      | —                           | влучання у житлову забудову без детонації | 21.07.2022                                                 | Донецька обл.                                 |                        |                      |                      |                                                                           |
| 22.07.2022             | Миколаївська обл.      | Миколаївська обл.           | —                                         | —                                                          | цивільна інфраструктура                       |                        |                      |                      |                                                                           |
| Луганська обл.         | Кадіївка               | ракета GMLRS                | військова інфраструктура                  | 23.07.2022                                                 | Кіровоградська обл.                           | Кіровоградська обл.    | 0/13                 | Калібр, Х-22         | залізнична інфраструктура, Су-24, Су-27 (Канатове), жертви: 1/17          |
| Донецька обл.          | Зугрес                 | —                           | військова інфраструктура                  | 23.07.2022                                                 | Одеська обл.                                  | Одеса                  | 2/2                  | Калібр               | перехоплено українською ППО                                               |
| Херсонська обл.        | Дарʼївка               | —                           | міст                                      | 23.07.2022                                                 | Одеська обл.                                  | Одеса                  | 0/2                  | Калібр               | порт                                                                      |
| Херсонська обл.        | Нова Каховка           | —                           | міст                                      | 24.07.2022                                                 | Миколаївська обл.                             | Миколаїв               | 0/4                  | Калібр               | цивільна інфраструктура                                                   |
| Запорізька обл.        | Мелітополь             | —                           | залізнична інфраструктура                 | 24.07.2022                                                 | Хмельницька обл.                              | Хмельницька обл.       | 3/3                  | Калібр               | перехоплено українською ППО                                               |
| Луганська обл.         | Хрустальний            | ракета GMLRS                | військова інфраструктура                  | 24.07.2022                                                 |                                               |                        |                      |                      |                                                                           |
| Херсонська обл.        | Чулаківка              | —                           | військова інфраструктура                  | 24.07.2022                                                 |                                               |                        |                      |                      |                                                                           |
| Херсонська обл.        | Таврійськ              | —                           | військова інфраструктура                  | 24.07.2022                                                 |                                               |                        |                      |                      |                                                                           |
| Херсонська обл.        | Зеленотропинське       | —                           | військова інфраструктура                  | 24.07.2022                                                 |                                               |                        |                      |                      |                                                                           |
| Харківська обл.        | Балаклія               | ракета GMLRS                | військова інфраструктура                  | 24.07.2022                                                 |                                               |                        |                      |                      |                                                                           |
| Запорізька обл.        | Бердянськ              | —                           | промислова інфраструктура                 | 25.07.2022                                                 | Дніпропетровська обл.                         | Любимівка              | 0/2                  | Х-59                 | сільськогосподарська інфраструктура                                       |
| Херсонська обл.        | Херсон                 | —                           | міст                                      | 26.07.2022                                                 | Одеська обл.                                  | Затока                 | 0/5                  | Х-59                 | зруйновано житлові будинки, бази відпочинку, дачі, торгівельні павільйони |
|                        |                        |                             |                                           | 26.07.2022                                                 | Одеська обл.                                  | Затока                 | 0/8                  | Х-22                 | зруйновано житлові будинки, бази відпочинку, дачі, торгівельні павільйони |
| Миколаївська обл.      | Миколаївська обл.      | 0/6                         | Х-59                                      | 26.07.2022                                                 | промислова інфраструктура                     |                        |                      |                      |                                                                           |
| Запорізька обл.        | Бердянськ              | —                           | військова інфраструктура                  | 27.07.2022                                                 | Донецька обл.                                 | Бахмут                 | 0/1                  | —                    | цивільна інфраструктура                                                   |
| Херсонська обл.        | Херсон                 | —                           | міст                                      | 27.07.2022                                                 |                                               |                        |                      |                      |                                                                           |
| Херсонська обл.        | Чорнобаївка            | —                           | військова інфраструктура                  | 28.07.2022                                                 | Кіровоградська обл.                           | Кропивницький          | 0/2                  | Калібр               | авіаційна інфраструктура, жертви: 5/25                                    |
|                        |                        |                             |                                           | 28.07.2022                                                 | Київська обл.                                 | Лютіж                  | 0/5                  | Калібр               | військова інфраструктура                                                  |
| Чернігівська обл.      | Гончарівське           | —                           | —                                         | 28.07.2022                                                 | лісовий масив                                 |                        |                      |                      |                                                                           |
| Херсонська обл.        | Брилівка               | —                           | залізнична інфраструктура                 | 29.07.2022                                                 |                                               |                        |                      |                      |                                                                           |
| Донецька обл.          | Іловайськ              | —                           | склад боєприпасів                         | 29.07.2022                                                 |                                               |                        |                      |                      |                                                                           |
| Херсонська обл.        | Нова Каховка           | —                           | міст                                      | 29.07.2022                                                 |                                               |                        |                      |                      |                                                                           |
| Запорізька обл.        | Енергодар              | —                           | військова техніка і жива сила             | 30.07.2022                                                 |                                               |                        |                      |                      |                                                                           |
| Херсонська обл.        | Нова Каховка           | —                           | склад боєприпасів                         | 30.07.2022                                                 |                                               |                        |                      |                      |                                                                           |
| Луганська обл.         | Алчевськ               | —                           | склад боєприпасів                         | 30.07.2022                                                 |                                               |                        |                      |                      |                                                                           |
| Херсонська обл.        | Херсон                 | —                           | міст                                      | 30.07.2022                                                 |                                               |                        |                      |                      |                                                                           |
| Херсонська обл.        | Скадовськ              | —                           | склад боєприпасів                         | 31.07.2022                                                 | Миколаївська обл.                             | Миколаїв               | —                    | —                    | цивільна інфраструктура                                                   |
| Запорізька обл.        | Мелітополь             | —                           | військовий аеродром                       | 31.07.2022                                                 | Одеська обл.                                  | Одеська обл.           | 0/2                  | Іскандер             | пустир                                                                    |
| дата не встановлена    |                        |                             |                                           |                                                            |                                               |                        |                      |                      |                                                                           |
| Харківська обл.        | Ізюм                   | ракета GMLRS                | військова інфраструктура                  | ??.07.2022                                                 |                                               |                        |                      |                      |                                                                           |

*Х-101/Х-555/Х-55

### Серпень
- Вибухи на авіабазі «Саки» 9 серпня 2022
- Ракетний удар по гуртожитках у Харкові 17-18 серпня 2022
- Ракетний удар по залізничній станції Чаплине 24 серпня 2022

Зафіксовано щонайменше 113 ракет з російського боку. 26 ракет було перехоплено силами ППО, щонайменше 3 ракети передчасно впали/не здетонували.
| Удари завдані Україною | Удари завдані Україною | Удари завдані Україною | Удари завдані Україною             | дата       | Удари завдані Росією                     | Удари завдані Росією  | Удари завдані Росією | Удари завдані Росією | Удари завдані Росією                                            |
| регіон                 | місце                  | ракети                 | влучання                           | дата       | регіон                                   | місце                 | ракети               | ракети               | влучання, загиблі/поранені                                      |
| ---------------------- | ---------------------- | ---------------------- | ---------------------------------- | ---------- | ---------------------------------------- | --------------------- | -------------------- | -------------------- | --------------------------------------------------------------- |
|                        |                        |                        |                                    | 01.08.2022 | Миколаївська обл.                        | Миколаїв              | —                    | —                    | медичний заклад, жертви: 0/3                                    |
| Харківська обл.        | Харків                 | —                      | —                                  | 01.08.2022 | цивільна інфраструктура, жертви: 1/1     |                       |                      |                      |                                                                 |
| 02.08.2022             | Львівська обл.         | Червоноградський р-н   | 0/1                                | Х-101*     | військова інфраструктура                 |                       |                      |                      |                                                                 |
| 02.08.2022             | не встановлено         | не встановлено         | 7/7                                | Х-101*     | перехоплено українською ППО, жертви: 0/0 |                       |                      |                      |                                                                 |
| Донецька обл.          | Макіївка               | ракета GMLRS           | склад паливо-мастильних матеріалів | 03.08.2022 |                                          |                       |                      |                      |                                                                 |
| Херсонська обл.        | Чорнобаївка            | —                      | військова інфраструктура           | 03.08.2022 |                                          |                       |                      |                      |                                                                 |
| Херсонська обл.        | Херсон                 | —                      | міст                               | 04.08.2022 | Дніпропетровська обл.                    | Нікопольський р-н     | 0/1                  | Х-59                 | цивільна інфраструктура, жертви: 0/0                            |
|                        |                        |                        |                                    | 04.08.2022 | Запорізька обл.                          | Запорізька обл.       | 0/3                  | —                    | не встановлено, жертви: 0/1                                     |
| Херсонська обл.        | Нова Каховка           | —                      | не встановлено                     | 05.08.2022 | Запорізька обл.                          | Запорізька обл.       | —                    | —                    | цивільна інфраструктура, жертви: 0/0                            |
| Херсонська обл.        | Херсон                 | —                      | міст                               | 05.08.2022 |                                          |                       |                      |                      |                                                                 |
| Запорізька обл.        | Токмак                 | —                      | склад боєприпасів                  | 05.08.2022 |                                          |                       |                      |                      |                                                                 |
| Херсонська обл.        | Берислав               | —                      | склад боєприпасів                  | 05.08.2022 |                                          |                       |                      |                      |                                                                 |
| Донецька обл.          | Макіївка               | —                      | склад боєприпасів                  | 06.08.2022 | Запорізька обл.                          | Запоріжжя             | —                    | —                    | цивільна інфраструктура, жертви: 0/0                            |
| Херсонська обл.        | Херсон                 | —                      | військова інфраструктура           | 06.08.2022 |                                          |                       |                      |                      |                                                                 |
| Херсонська обл.        | Скадовськ              | —                      | військова інфраструктура           | 06.08.2022 |                                          |                       |                      |                      |                                                                 |
| Херсонська обл.        | Херсон                 | —                      | міст                               | 07.08.2022 | Вінницька обл.                           | Вінницька обл.        | 0/3                  | Х-47М                | військова інфраструктура                                        |
| Херсонська обл.        | Дарʼївка               | —                      | міст                               | 07.08.2022 |                                          |                       |                      |                      |                                                                 |
| Херсонська обл.        | Нова Каховка           | —                      | міст                               | 07.08.2022 |                                          |                       |                      |                      |                                                                 |
| Запорізька обл.        | Мелітополь             | ракета GMLRS           | військова інфраструктура           | 08.08.2022 | Одеська обл.                             | Шабо                  | 1/1                  | Калібр               | перехоплено українською ППО, жертви: 0/0                        |
|                        |                        |                        |                                    | 08.08.2022 | Черкаська обл.                           | Умань                 | 3/3                  | Калібр               | перехоплено українською ППО, жертви: 0/0                        |
| Дніпропетровська обл.  | Криворізький р-н       | 1/1                    | —                                  | 08.08.2022 | перехоплено українською ППО, жертви: 0/0 |                       |                      |                      |                                                                 |
| Дніпропетровська обл.  | Нікопольський р-н      | 0/2                    | Х-59                               | 08.08.2022 | не встановлено                           |                       |                      |                      |                                                                 |
| Херсонська обл.        | Новоолексіївка         | —                      | склад боєприпасів                  | 09.08.2022 |                                          |                       |                      |                      |                                                                 |
| Запорізька обл.        | Токмак                 | —                      | склад боєприпасів                  | 09.08.2022 |                                          |                       |                      |                      |                                                                 |
| Запорізька обл.        | Мелітополь             | —                      | не встановлено                     | 09.08.2022 |                                          |                       |                      |                      |                                                                 |
| Донецька обл.          | Волноваха              | —                      | склад боєприпасів                  | 09.08.2022 |                                          |                       |                      |                      |                                                                 |
| АР Крим                | Новофедорівка          | —                      | вибухи в Новофедорівці             | 09.08.2022 |                                          |                       |                      |                      |                                                                 |
| Запорізька обл.        | Кирилівка              | —                      | військова інфраструктура           | 09.08.2022 |                                          |                       |                      |                      |                                                                 |
| Херсонська обл.        | Нова Каховка           | —                      | міст                               | 10.08.2022 | Запорізька обл.                          | Запорізька обл.       | 2/2                  | —                    | перехоплено українською ППО, жертви: 0/0                        |
| Херсонська обл.        | Чонгар                 | —                      | не встановлено                     | 10.08.2022 |                                          |                       |                      |                      |                                                                 |
| Білорусь, Зябровка     | Білорусь, Зябровка     | —                      | військовий аеродром                | 11.08.2022 | Харківська обл.                          | Харківська обл.       | 2/2                  | Калібр               | перехоплено українською ППО, жертви: 0/0                        |
| Херсонська обл.        | Нова Каховка           | —                      | міст                               | 12.08.2022 | Запорізька обл.                          | Запоріжжя             | 0/5                  | —                    | цивільна інфраструктура, жертви: 1/3                            |
| Луганська обл.         | Криничанське           | ракета GMLRS           | військова інфраструктура           | 13.08.2022 |                                          |                       |                      |                      |                                                                 |
| Луганська обл.         | Попасна                | ракета GMLRS           | військова інфраструктура           | 14.08.2022 | Харківська обл.                          | Чугуївський р-н       | —                    | —                    | цивільна інфраструктура                                         |
| Луганська обл.         | Родакове               | ракета GMLRS           | військова інфраструктура           | 15.08.2022 | Запорізька обл.                          | Запорізька обл.       | 1/1                  | Х-59                 | перехоплено українською ППО, жертви: 0/0                        |
| АР Крим                | Джанкой                | —                      | склад боєприпасів                  | 16.08.2022 | Житомирська обл.                         | Житомирська обл.      | 0/2                  | Х-59                 | військова інфраструктура, жертви: 0/0                           |
| АР Крим                | Гвардійське            | —                      | військова інфраструктура           | 16.08.2022 | Харківська обл.                          | Харків                | —                    | —                    | цивільна інфраструктура, жертви 0/7                             |
| Луганська обл.         | Лисичанськ             | —                      | військова інфраструктура           | 16.08.2022 |                                          |                       |                      |                      |                                                                 |
| Запорізька обл.        | Мелітополь             | —                      | військова інфраструктура           | 17.08.2022 | Одеська обл.                             | Затока                | 0/2                  | Х-22                 | будівлі бази відпочинку, приватні домогосподарства, жертви: 0/4 |
| Херсонська обл.        | Нова Каховка           | ракета GMLRS           | військова інфраструктура           | 17.08.2022 | Харківська обл.                          | Харківський р-н       | 0/5                  | —                    | цивільна інфраструктура, жертви: 0/1                            |
|                        |                        |                        |                                    | 17.08.2022 | Харківська обл.                          | Харків                | —                    | Іскандер             | цивільна інфраструктура, жертви: 18/13                          |
| Донецька обл.          | [[Амвросіївка]]        | —                      | склад боєприпасів                  | 18.08.2022 | Харківська обл.                          | Красноград            | —                    | —                    | цивільна інфраструктура, жертви: 2/0                            |
| Запорізька обл.        | Кирилівка              | —                      | склад боєприпасів                  | 18.08.2022 |                                          |                       |                      |                      |                                                                 |
| РФ, Тимонове           | РФ, Тимонове           | —                      | склад боєприпасів                  | 18.08.2022 |                                          |                       |                      |                      |                                                                 |
| Луганська обл.         | Іванівське             | —                      | склад боєприпасів                  | 19.08.2022 | Запорізька обл.                          | Запоріжжя             | —                    | —                    | перехоплено українською ППО                                     |
| Херсонська обл.        | Чорнобаївка            | —                      | військова інфраструктура           | 20.08.2022 | Миколаївська обл.                        | Вознесенськ           | —                    | Іскандер             | цивільна інфраструктура, жертви: 0/12                           |
| Запорізька обл.        | Мелітополь             | —                      | військова інфраструктура           | 20.08.2022 | Дніпропетровська обл.                    | Дніпропетровська обл. | 4/4                  | Калібр               | перехоплено українською ППО, жертви: 0/0                        |
|                        |                        |                        |                                    | 20.08.2022 | Харківська обл.                          | Харків                | —                    | —                    | цивільна інфраструктура                                         |
| РФ, Бєлгородський р-н  | РФ, Бєлгородський р-н  | —                      | —                                  | 20.08.2022 | ракети вибухнули в небі                  |                       |                      |                      |                                                                 |
| Донецька обл.          | Горлівка               | —                      | склад боєприпасів                  | 21.08.2022 | Одеська обл.                             | Одеська обл.          | 2/2                  | Калібр               | перехоплено українською ППО, жертви: 0/0                        |
|                        |                        |                        |                                    | 21.08.2022 | Одеська обл.                             | Одеська обл.          | 0/3                  | Калібр               | цивільна інфраструктура, жертви: 0/0                            |
| Херсонська обл.        | Херсон                 | —                      | міст                               | 22.08.2022 | Одеська обл.                             | Одеса                 | 0/1                  | Х-59                 | інфраструктурний об'єкт, жертви: 0/0                            |
| Херсонська обл.        | Чорнобаївка            | —                      | військова інфраструктура           | 22.08.2022 | Миколаївська обл.                        | Миколаївська обл.     | 1/1                  | Х-31                 | перехоплено українською ППО, жертви: 0/0                        |
| Донецька обл.          | Кальміуське            | —                      | склад боєприпасів                  | 23.08.2022 | Дніпропетровська обл.                    | Дніпро                | 0/1                  | Іскандер             | цивільна інфраструктура, жертви: 0/0                            |
|                        |                        |                        |                                    | 23.08.2022 | Харківська обл.                          | Харків                | 0/1                  | Калібр               | цивільна інфраструктура, жертви: 0/0                            |
| Харків                 | 1/1                    | Іскандер               | ракета вибухнула у повітрі         | 23.08.2022 | Харківська обл.                          |                       |                      |                      |                                                                 |
| Луганська обл.         | Ровеньки               | ракета GMLRS           | військова інфраструктура           | 24.08.2022 | Запорізька обл.                          | Запоріжжя             | 0/9                  | —                    | промислова інфраструктура, жертви: 0/0                          |
| Запорізька обл.        | Токмак                 | —                      | склад боєприпасів                  | 24.08.2022 | Запорізька обл.                          | Запоріжжя             | 0/9                  | —                    | житлова забудова, жертви: 1/3                                   |
|                        |                        |                        |                                    | 24.08.2022 | Дніпропетровська обл.                    | Чаплине               | 0/4                  | Х-22                 | залізниця, житлові будинки, жертви: 25/22                       |
| Хмельницька обл.       | Шепетівський р-н       | 0/2                    | —                                  | 24.08.2022 | цивільна інфраструктура, жертви: 0/3     |                       |                      |                      |                                                                 |
| Полтавська обл.        | Миргород               | 0/4                    | Х-22                               | 24.08.2022 | військова інфраструктура, жертви: 0/0    |                       |                      |                      |                                                                 |
| не встановлено         | не встановлено         | AGM-88                 | Тор-М2                             | 25.08.2022 | Київська обл.                            | Вишгородський р-н     | 0/2                  | —                    | цивільна інфраструктура, жертви: 0/0                            |
| Донецька обл.          | Донецьк                | ракета GMLRS           | військова інфраструктура           | 25.08.2022 | Дніпропетровська обл.                    | Синельниківський р-н  | —                    | —                    | цивільна інфраструктура, жертви: 0/8                            |
|                        |                        |                        |                                    | 25.08.2022 | Дніпропетровська обл.                    | Дніпропетровська обл. | 1/1                  | —                    | перехоплено українською ППО, жертви: 0/0                        |
| Харківська обл.        | Харківська обл.        | 1/1                    | —                                  | 25.08.2022 | ракета вибухнула у повітрі               |                       |                      |                      |                                                                 |
| Харківська обл.        | Чугуївський р-н        | 0/1                    | —                                  | 25.08.2022 | не встановлено                           |                       |                      |                      |                                                                 |
| Луганська обл.         | Кадіївка               | —                      | військова інфраструктура           | 26.08.2022 | Дніпропетровська обл.                    | Дніпропетровська обл. | 0/2                  | Х-22                 | цивільна інфраструктура, жертви: 0/0                            |
| Херсонська обл.        | Нова Каховка           | —                      | міст                               | 26.08.2022 |                                          |                       |                      |                      |                                                                 |
| Херсонська обл.        | Нова Каховка           | —                      | військова інфраструктура           | 27.08.2022 | Запорізька обл.                          | Запоріжжя             | 0/5                  | —                    | цивільна інфраструктура, жертви: 0/0                            |
|                        |                        |                        |                                    | 27.08.2022 | Харківська обл.                          | Харків                | —                    | —                    | цивільна інфраструктура                                         |
| Херсонська обл.        | Олешки                 | —                      | військова інфраструктура           | 28.08.2022 | Херсонська обл.                          | Нововоронцовка        | 0/1                  | Х-59                 | цивільна інфраструктура, жертви: 0/0                            |
| Херсонська обл.        | Херсон                 | —                      | військова інфраструктура           | 28.08.2022 | Рівненська обл.                          | Сарни                 | 0/4                  | Х-22                 | військова інфраструктура, жертви: 0/0                           |
| Запорізька обл.        | Мелітополь             | —                      | військова інфраструктура           | 28.08.2022 | Севастополь                              | Севастополь           | 1/1                  | П-800 «Онікс»        | ракета впала після старту                                       |
| Севастополь            | Севастополь            | —                      | військова інфраструктура           | 28.08.2022 |                                          |                       |                      |                      |                                                                 |
| Луганська обл.         | Сватове                | ракета GMLRS           | військова техніка                  | 28.08.2022 |                                          |                       |                      |                      |                                                                 |
| Херсонська обл.        | Берислав               | ракета GMLRS           | військова інфраструктура           | 29.08.2022 |                                          |                       |                      |                      |                                                                 |
| Херсонська обл.        | Херсон                 | —                      | військова інфраструктура           | 29.08.2022 |                                          |                       |                      |                      |                                                                 |
| Херсонська обл.        | Червоний Маяк          | ракета GMLRS           | військова інфраструктура           | 29.08.2022 |                                          |                       |                      |                      |                                                                 |
| Херсонська обл.        | Шляхове                | —                      | військова інфраструктура           | 29.08.2022 |                                          |                       |                      |                      |                                                                 |
| Херсонська обл.        | Херсон                 | —                      | міст                               | 29.08.2022 |                                          |                       |                      |                      |                                                                 |
| Запорізька обл.        | Андріївка              | —                      | склад боєприпасів                  | 29.08.2022 |                                          |                       |                      |                      |                                                                 |
| Запорізька обл.        | Мелітополь             | —                      | військова інфраструктура           | 29.08.2022 |                                          |                       |                      |                      |                                                                 |
| Херсонська обл.        | Нова Каховка           | —                      | військова інфраструктура           | 29.08.2022 |                                          |                       |                      |                      |                                                                 |
| РФ, Бєлгород           | РФ, Бєлгород           | —                      | не встановлено                     | 29.08.2022 |                                          |                       |                      |                      |                                                                 |
| Херсонська обл.        | Херсон                 | —                      | міст                               | 30.08.2022 |                                          |                       |                      |                      |                                                                 |
| Херсонська обл.        | Херсон                 | —                      | військова інфраструктура           | 30.08.2022 |                                          |                       |                      |                      |                                                                 |
| Херсонська обл.        | Берислав               | —                      | військова інфраструктура           | 30.08.2022 |                                          |                       |                      |                      |                                                                 |
| Херсонська обл.        | Таврійськ              | —                      | склад боєприпасів                  | 30.08.2022 |                                          |                       |                      |                      |                                                                 |
| Херсонська обл.        | Нова Каховка           | ракета GMLRS           | військова техніка                  | 30.08.2022 | Донецька обл.                            | Соледар               | 0/4                  | —                    | військова інфраструктура                                        |
| Херсонська обл.        | Антонівка              | —                      | особовий склад                     | 31.08.2022 | Харківська обл.                          | Харківська обл.       | —                    | —                    | стратегічне підприємство                                        |
| Запорізька обл.        | Токмак                 | —                      | склад боєприпасів                  | 31.08.2022 |                                          |                       |                      |                      |                                                                 |
| дата не встановлена    |                        |                        |                                    |            |                                          |                       |                      |                      |                                                                 |
| Херсонська обл.        | Чорнобаївка            | Точка-У                | військова інфраструктура           | ??.??.2022 |                                          |                       |                      |                      |                                                                 |

*Х-101/Х-555/Х-55